# (13851) 1999 XB94
1999 أكس بي 94 (ويعرف أيضًا باسم (13851) 1999 أكس بي 94 وفق تسمية الكوكب الصغير) (بالإنجليزية: 1999 XB94)‏؛ هو كويكب ضمن حزام الكويكبات.
اكتُشف هذا الجُرم الفلكي بواسطة بحث لنكولن عن الكويكبات القريبة من الأرض في 7 ديسمبر 1999، وترتيبه 13851 من حيث الاكتشاف.

## الوصف
اكتُشف 138511999XB في 7 ديسمبر 1999 في مرصد ماغدالينا ريدج، الواقع في مقاطعة سوكورو، نيومكسيكو في الولايات المتحدة، بواسطة مشروع بحث لنكولن عن الكويكبات القريبة من الأرض (بالإنجليزية: Lincoln Near-Earth Asteroid Research)‏ LINEAR. وقد رصد المشروع 2,811 مشاهدة للكويكب إلى غاية 4 فبراير 2022 بتوقيت منطقة المحيط الهادئ، أي في مدة قدرها 12,524 يومًا (34.3 عام). تستغرق الفترة المدارية للكويكب 2,050 يومًا (5.6 عام).

## الخصائص المدارية
يتميز مدار هذا الكويكب بنصف محور رئيسي يبلغ 3.16 وحدة فلكية، وحضيض قدره 2.58 وحدة فلكية، وانحراف قدره 0.183 وزاوية ميلان 10.9 درجة بالنسبة لمسار الشمس. بسبب هذه الخصائص، أي نصف المحور الرئيسي بين 2 و3.2 وحدة فلكية وحضيض أكبر من 1,666 وحدة فلكية، يُصنف هذا الجُرم الفلكي وفقًا لقاعدة بيانات مختبر الدفع النفاث لأجرام النظام الشمسي الصغيرة كائنًا من حزام الكويكبات الرئيسي.

## الخصائص الفيزيائية
يُقدر القدر المطلق (H) لـ138511999XB بـ12.37 ووضاءته بـ0.043، مما يمكِّن تقدير قطره بـ 23.003كم. استُخلصت هذه النتائج بفضل ملاحظات مستكشف الأشعة تحت الحمراء عريض المجال (WISE)، وهو مرصد فضائي أمريكي وُضع في المدار في عام 2009 ويراقب السماء بأكملها بالأشعة تحت الحمراء، في عام 2011، نُشرت النتائج الأولى المتعلقة بالكويكبات من الحزام الرئيسي.

## وصلات خارجية
- (13851) 1999 XB94 في قاعدة بيانات مختبر الدفع النفاث لأجرام النظام الشمسي الصغيرة

- الاكتشاف · مخطط المدار ·  العناصر المدارية · المعلمات المادية

- (13851) 1999 XB94 على موقع ويكي سكاي: DSS2, SDSS, GALEX, IRAS, Hydrogen α, X-Ray, Astrophoto, Sky Map, Articles and images